# Marienwallfahrt Stiepel
Die Marienwallfahrt Stiepel ist eine historisch gewachsene Wallfahrt zum Wallfahrtsort Bochum-Stiepel. Seit Bestehen des Klosters Stiepel 1988 liegt die Betreuung der Wallfahrt in den Händen der Zisterzienser. Wallfahrtsrektor ist seit 2020 Subprior Pater Rupert Fetsch.

## Das Gnadenbild

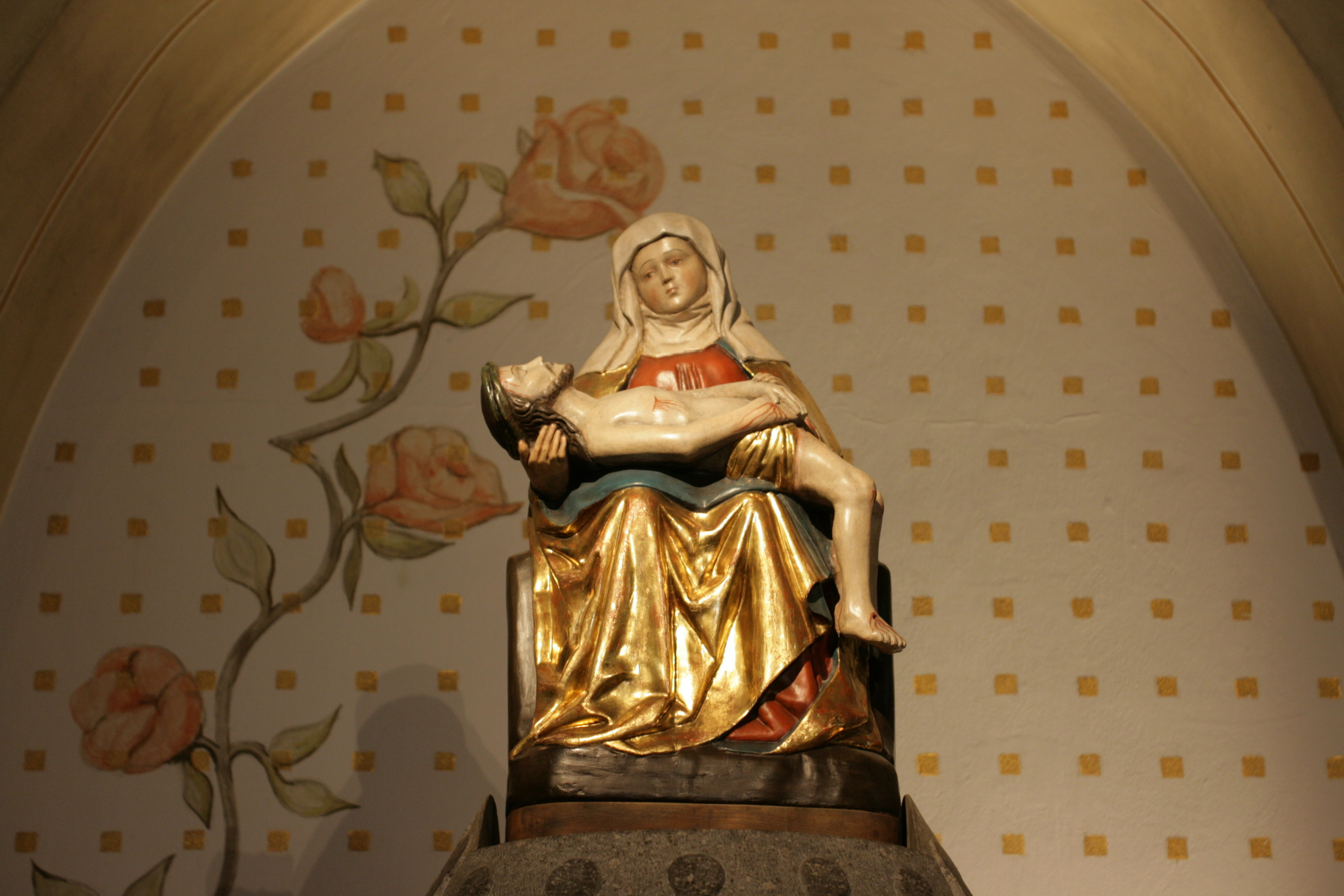
Das Stiepeler Gnadenbild

Gegenstand der Verehrung der Pilger ist das Gnadenbild der Schmerzhaften Mutter (auch: Mater Dolorosa oder Schmerzensmutter) in Form einer Pietà (auch: Vesperbild oder Marienklage). Der vom Kreuz abgenommene Leichnam Jesu liegt in Marias Schoß. Er ist unproportional klein, offenbar zur Betonung der Mutter-Kind-Beziehung. Marias rechte Hand stützt den Kopf ihres Sohnes, die linke liegt auf seinen Händen. Sie schaut mit geneigtem Kopf über den Leichnam hinweg. Ihr Blick ist in Trauer nach innen gerichtet. Maria trägt ein den Hals verdeckendes Kinntuch und einen Schleier, der über beide Schultern herabfällt. Ihre Kleidung (mit kunstvollem Faltenwurf) ähnelt dem Habit einer Ordensfrau. Die Gestalt Jesu auf ihrem Schoß ist bis auf ein goldenes Lendentuch entblößt.
Leonhard Küppers, der das Gnadenbild dem weichen Stil zuordnet, betont seine Innigkeit, aber auch seine „rustikale Note“ und beschreibt es wie folgt: „In nobler und zurückhaltender Weise wird hier Maria mit dem toten Sohn gezeigt. Mag Maria auch klein und etwas gedrungen dasitzen, mag ihr toter Sohn auch unverhältnismäßig klein sein, beider Aussagen geschehen in Verklärtheit und Adel. Was hier ausgesagt wird, das Leid der Mutter und des Sohnes, geschieht in kindlich-schlichter, aber ans Herz greifender Weise.“
Das aus dem 15. Jahrhundert stammende 67 cm hohe farbige Schnitzwerk steht seit 1920 in der Wallfahrtskirche St. Marien in Stiepel (auf einer mehr als 2 Meter hohen Stele). Kopien befinden sich im Kapitelsaal des Klosters Stiepel sowie im Stift Heiligenkreuz.

## Geschichte der Wallfahrt

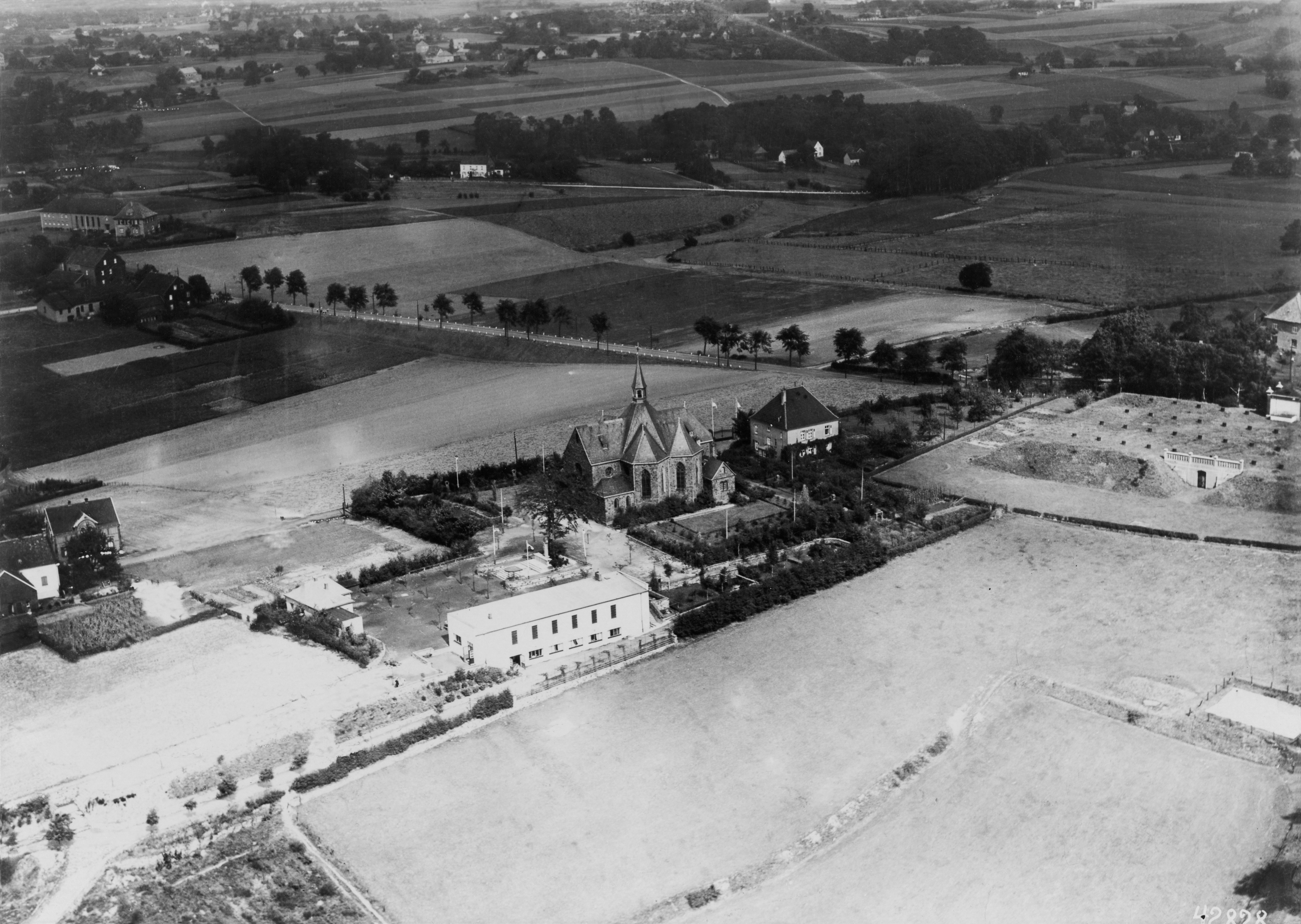
Die Wallfahrtskirche in Stiepel, ca. 1926–1938

### Entwicklung und heutiger Stand
Die im Jahre 1008 gestiftete Dorfkirche Stiepel war schon in früher Zeit Ziel von Wallfahrten, ab dem 15. Jahrhundert zum heutigen Gnadenbild. Zu einer Unterbrechung kam es, als die Kirche zu Beginn des 17. Jahrhunderts protestantisch wurde. Das Gnadenbild stand dennoch bis 1820 in der Kirche. Dann geriet es in private Hände, war zeitweilig verschollen, tauchte aber 1908 in Oberhausen wieder auf. Am 10. Mai 1914 legten die (vor allem durch Zuwanderung) zahlreicher gewordenen Katholiken den Grundstein zu einer katholischen Kirche, der heutigen Pfarr- und Klosterkirche St. Marien. In diese Kirche wurde 1920 das in der Pfarrkirche Blankenstein befindliche Gnadenbild feierlich überführt. Es begann eine neue Wallfahrtstradition, die 1930 vom Paderborner Erzbischof Caspar Klein offizielle kirchliche Bestätigung erfuhr.
Die Wallfahrtsbetreuung lag in den Händen des Pfarrvikars Johannes Plitt (1929–1952), des ersten Pfarrers Josef Busche (1952–1963, ab 1955 Pfarrer) und des Pfarrverwesers Walter Beißel (1963–1968). Ihnen folgte der Hiltruper Missionar Pater Walter Kromer (1968–1987) mit nacheinander 2 Vikaren. Seit Bestehen des Klosters Stiepel 1988 liegt die Betreuung der Wallfahrt in den Händen der Zisterzienser. Wallfahrtsrektor ist derzeit (2020) Subprior Pater Rupert Fetsch.
Seit Errichtung des Bistums Essen 1958 ist Stiepel der einzige Wallfahrtsort des Bistums. Er wird jährlich von etwa 40 000 Pilgern besucht. Den Pilgern steht neben der Kirche der Kreuzweg (im Kirchenwäldchen) und (ähnlich strukturiert) der Glaubensweg Mariens (hinter der Kirche) zur Verfügung. In der Wallfahrtssaison von Mai bis Oktober findet jeden Mittwoch um 15 Uhr eine Heilige Messe für alle Pilger statt. Einmal im Jahr findet eine Jugendwallfahrt, am 11. eines jeden Monats (Lourdes-Tag) eine Monatswallfahrt statt. Ein bekannter langjähriger Wallfahrer war von 1948 bis 1988 Alban Ernst Bunse.

### Die Wallfahrt der Eichsfelder
Seit 1923 kamen durch Initiative des damaligen Vikars, eines gebürtigen Eichsfelders, seine im Ruhrgebiet arbeitenden Landsleute am Dreifaltigkeitssonntag, ihrem traditionellen Wallfahrtstag, nach Stiepel. 1928 errichteten Eichsfelder in der Stiepeler Pfarrkirche einen Bonifatiusaltar in Anlehnung an die Verehrung dieses Heiligen auf dem Hülfensberg in Geismar. Zum 50. Wallfahrtsjubiläum am 17. Juni 1973 stiftete der Bund der Eichsfelder die heute in der Kirche befindliche Bonifatiusskulptur.